# 小林一幸
小林 一幸（こばやし いっこう、1948年 - ）は、日本のアニメーター。トップクラフトを経て、現在はぎゃろっぷ所属。

## 主な参加作品

### テレビアニメ
1978年
- 町一番のけちんぼう（キャラクターデザイン、作画監督）
- ルパン三世 (TV第2シリーズ)（原画）

1982年
- じゃりン子チエ（作画監督）

1984年
- コアラボーイ コッキィ（スーパーバイザー、キャラクターデザイン、作画監督）

1985年
- 名探偵ホームズ（作画監督、原画）
- 夢の星のボタンノーズ（作画監督）

1986年
- オズの魔法使い (テレビアニメ)（レイアウト、原画）

1987年
- アニメ三銃士（作画監督）

1988年
- キテレツ大百科（総作画監督、作画監督、原画）

1993年
- ドラゴンリーグ（キャラクターデザイン、総作画監督）

1995年
- 赤ずきんチャチャ（作画監督、原画）

1996年
- るろうに剣心 -明治剣客浪漫譚-（作画監督、原画）

1997年
- こちら葛飾区亀有公園前派出所（作画監督、原画）

1998年
- 頭文字D（作画監督、レイアウト、原画）
- こどものおもちゃ（原画）

2000年
- おじゃる丸（作画監督、原画）
- 遊☆戯☆王デュエルモンスターズ（作画監督、レイアウト、原画）

2001年
- 星のカービィ（原画）

2002年
- 十二国記（原画）
- フォルツァ!ひでまる（レイアウト）

2004年
- モリゾーとキッコロ（キャラクターデザイン）
- レジェンズ 甦る竜王伝説（キャラクターデザイン、作画監督）

2005年
- アイシールド21（キャラクターデザイン、原画、第1期OP原画）
- アニマル横町（総作画監督）

2006年
- 遊☆戯☆王デュエルモンスターズALEX（作画監督）※日本未公開
- 働きマン（作画監督、原画）

2007年
- メジャー 第3シリーズ（原画）

2008年
- 遊☆戯☆王5D's（作画監督、原画）

2009年
- 川の光（作画監督）
- 毎日かあさん（作画監督）

2011年
- 遊☆戯☆王ZEXAL（原画、アニメオリジナルカード原画）

2012年
- おじゃる丸スペシャル 銀河がマロを呼んでいる～ふたりのねがい星～（原画）
- 遊☆戯☆王ZEXAL II（作画監督補、原画、第3期ED原画）

2013年
- ドラえもん（作画監督）

2014年
- 遊☆戯☆王ARC-V（作画監督、原画）
- ワールドトリガー（作画監督）

2016年
- こちら葛飾区亀有公園前派出所 THE FINAL 両津勘吉 最後の日（原画）

2017年
- 遊☆戯☆王VRAINS（原画）

### OVA
1987年
- TWD EXPRESS ROLLING TAKEOFF（キャラクターデザイン、作画監督）

2012年
- 金田一少年の事件簿（作画監督）

### 劇場版アニメ
1981年
- 最後のユニコーン（原画）

1984年
- 風の谷のナウシカ（原画）

1985年
- 銀河鉄道の夜（原画）

1986年
- 天空の城ラピュタ（原画）

1994年
- 餓狼伝説 -THE MOTION PICTURE-（原画）
- 幽☆遊☆白書 冥界死闘篇 炎の絆（原画）

1998年
- ラーマーヤナ ラーマ王子伝説（作画監督、Kazuyuki Kobayashi名義）

1999年
- こちら葛飾区亀有公園前派出所 THE MOVIE（原画）

2000年
- 映画おじゃる丸 約束の夏 おじゃるとせみら（原画）

2002年
- 爆転シュート ベイブレード THE MOVIE 激闘!!タカオVS大地 （原画）

2003年
- こちら葛飾区亀有公園前派出所 THE MOVIE2 UFO襲来! トルネード大作戦!!（原画）

2010年
- 10thアニバーサリー 劇場版 遊☆戯☆王 〜超融合!時空を越えた絆〜 （作画監督、原画）

2012年
- ONE PIECE FILM Z（原画）

2016年
- 遊☆戯☆王 THE DARK SIDE OF DIMENSIONS（原画）

### 海外向け作品
1974年
- クリスマス前夜（キャラクターデザイン、作画監督）

1975年
- イースター・ラビット（キャラクターデザイン、作画監督）

1976年
- フロスティのすてきな冬の国（作画監督）

1977年
- ホビットの冒険（原画）

1980年
- 指輪物語 王の帰還（作画監督、原画）